# آن أونيل
آن أونيل (بالإنجليزية: Anne O'Neal)‏ هي ممثلة أمريكية، ولدت في 23 ديسمبر 1893 في سانت لويس في الولايات المتحدة، وتوفيت في 24 نوفمبر 1971 في وودلاند هيلز، كاليفورنيا في الولايات المتحدة.

## وصلات خارجية
- آن أونيل على موقع IMDb (الإنجليزية)
- آن أونيل على موقع قاعدة بيانات الفيلم (الإنجليزية)